# Los duelistas
Los duelistas (The Duellists en inglés) es la primera película del director Ridley Scott premiada como «mejor ópera prima» en el Festival de Cannes del año 1977. Está protagonizada por Harvey Keitel y Keith Carradine. El guion es una adaptación de la novela El duelo, de Joseph Conrad.
Los duelistas destacó por su gran calidad visual; la iluminación y la fotografía tienen un papel muy importante en esta obra.

## Trama
En Estrasburgo, en 1800, a causa de su trastorno obsesivo duelista, el teniente Gabriel Feraud (Harvey Keitel), de los húsares franceses, casi mata a un sobrino del alcalde de la ciudad en un duelo de espadas. Bajo la presión del alcalde, el general de brigada Treillard (Robert Stephens) envía al teniente Armand d'Hubert (Keith Carradine), también un húsar, para poner a Feraud bajo arresto domiciliario. Como la detención se lleva a cabo en la casa de una dama local prominente (Jenny Runacre), Feraud lo toma como un insulto personal de D'Hubert y lo reta a un duelo. Ambos contendientes se enfrentan en diversas ocasiones, sin llegar jamás a satisfacer a Feraud, que siempre encuentra ocasión para un nuevo enfrentamiento con D´Hubert.
La guerra obliga a detener la disputa de los dos hombres, que no se reanuda de nuevo hasta seis meses después, en Augsburgo, en 1801. Feraud inmediatamente desafía D'Hubert a otro duelo y le hiere gravemente en el costado, por lo que el duelo termina. Durante la recuperación, D'Hubert toma lecciones de un maestro de esgrima y, en el próximo enfrentamiento, los dos hombres luchan entre sí hasta desfallecer, sin haber quedado zanjado el duelo. Poco después, D'Hubert se alivia al saber que ha sido ascendido a capitán, porque el protocolo militar prohíbe a los militares de diferentes rangos luchar entre sí.
La acción se traslada luego hasta 1806, cuando d'Hubert está sirviendo en Lubeca. Él se sorprende al escuchar que los húsares han llegado a la ciudad y que Feraud es ahora también capitán. Consciente de que ya no hay impedimento para un nuevo enfrentamiento, pues los dos tienen el mismo rango, D'Hubert intenta escapar. Pero el destino lo pone nuevamente frente a su ofensor: ambos se topan en una taberna y, por supuesto, Feraud lo reta nuevamente a duelo. En este duelo pelean a caballo, y D'Hubert gana, dando a Feraud un corte en la frente que sangra en gran medida hacia los ojos y le impide continuar.
Poco después, el regimiento de Feraud se traslada a España y no se reunirán de nuevo hasta 1812. Durante la retirada de Moscú, D'Hubert y Feraud se encuentran por casualidad, pero luchan contra un grupo de cosacos en lugar de luchar entre sí y el duelo no llega a producirse en ese encuentro. Dos años más tarde, después del exilio de Napoleón en Elba, D'Hubert es ahora general de brigada, y para recuperarse de una herida en la pierna se queda en la casa de su hermana Leonie (Meg Wynn Owen) en Tours. Ella le presenta a Adela (Cristina Raines), sobrina de su vecina (Alan Webb), ellos se enamoran y se casan. Un agente bonapartista (Edward Fox) intenta reclutar a D'Hubert y mandar una brigada cuando regrese el emperador de Elba, pero D'Hubert se niega. Cuando escucha esto, Feraud, también ahora general de brigada y líder bonapartista, declara que D'Hubert es un traidor al emperador. Afirma que él siempre sospechó de la lealtad de D'Hubert a la monarquía, y que fue en defensa del emperador por lo que tuvo lugar su primer duelo.
Después de que Napoleón es derrotado en Waterloo, D'Hubert se une al ejército de Luis XVIII. Feraud es detenido y se espera que sea ejecutado por su participación en los Cien Días, pero D'Hubert se acerca al ministro de la Policía José Fouché (Albert Finney) y le convence para liberar a Feraud, sin revelar su intervención en el indulto. 
Feraud pronto busca a D'Hubert y lo reta a un duelo con pistolas. Tras un largo duelo por los bosques, Feraud gasta sus dos disparos sin llegar a matar a D'Hubert. D'Hubert se niega a dispararle a pesar de que es a quemarropa y por lo tanto, por la tradición, ahora es dueño de la vida de Feraud. Le dice que si durante 15 años él ha tenido que acudir a todas sus llamadas de honor y batirse a duelo, ahora Feraud debe desaparecer y comportarse como si estuviera muerto, pues así lo va a considerar él.

## Base histórica
La historia de Joseph Conrad tiene su origen en la disputa real de dos oficiales húsares que se enfrentaron durante la época napoleónica. Sus nombres eran Pierre-Antoine Dupont de l'Étang y François Fournier Sarlovèze, a quienes Conrad cambió los nombres de Dupont a D'Hubert y de Fournier a Feraud.

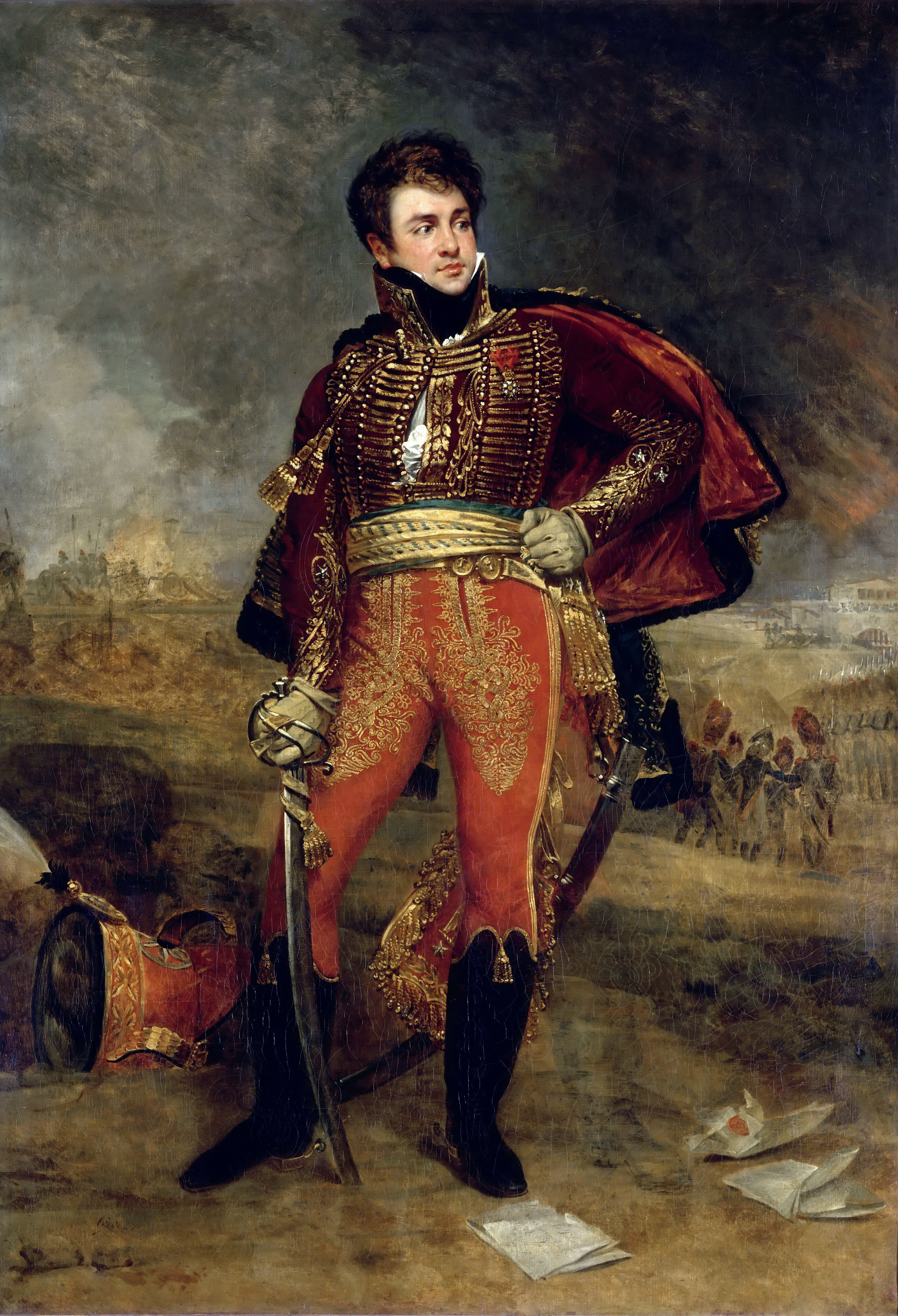
El general François Fournier Sarloveze, base real para Feraud.

En la Enciclopedia de la espada, Nick Evangelista escribió:

Como joven oficial del ejército de Napoleón, Dupont recibió la orden de entregar un mensaje desagradable a su compañero Fournier, un duelista rabioso. Fournier, furioso porque lo consideró un ultraje, retó a Dupont a duelo. Esto originó una sucesión de enfrentamientos que parecían no tener fin y que se extendieron durante décadas. El primer duelo entre estos dos oficiales tuvo lugar en 1794, tras el cual Fournier exigió una revancha. Esta revancha y muchas otras ocasionaron finalmente más de treinta duelos durante los siguientes diecinueve años, en los cuales lucharon a caballo, a pie, con espadas y con sables. El duelo se truncaba por algún motivo, o Fournier nunca quedaba conforme con el resultado y volvía a buscar a su enemigo para seguir luchando. Finalmente, el enfrentamiento se resolvió cuando Dupont fue capaz de superar a Fournier en un duelo a pistola y, a pesar de tener su vida entre las manos, lo perdonó y lo obligó a prometer que nunca lo molestaría de nuevo. 

## Reparto
| Actor              | Personaje                                              | Notas |
| ------------------ | ------------------------------------------------------ | ----- |
| Keith Carradine    | Armand d'Hubert                                        |       |
| Harvey Keitel      | Gabriel Feraud                                         |       |
| Albert Finney      | Joseph Fouché, ministro de Policía                     |       |
| Edward Fox         | Cnel. Perteley, agente bonapartista                    |       |
| Cristina Raines    | Adele, más tarde esposa de D'Hubert                    |       |
| Robert Stephens    | Brigadier Treillard                                    |       |
| Tom Conti          | Dr. Jacquin, cirujano del ejército y amigo de D'Hubert |       |
| John McEnery       | Segundo alto de Feraud en el duelo final               |       |
| Arthur Dignam      | Segundo de un ojo de D'Hubert en el duelo final        |       |
| Diana Quick        | Laura, amante de D'Hubert                              |       |
| Alun Armstrong     | Teniente Lecourbe, un amigo de D'Hubert                |       |
| Maurice Colbourne  | Segundo de Feraud                                      |       |
| Gay Hamilton       | Amante de Feraud                                       |       |
| Meg Wynn Owen      | Leonie, hermana de D'Hubert                            |       |
| Jenny Runacre      | Madam de Lionne, una dama en Estrasburgo               |       |
| Alan Webb          | Chevalier du Rivarol, tío de Adele                     |       |
| Matthew Guinness   | Sobrino del alcalde de Estrasburgo                     |       |
| Dave Hill          | Cuirassier                                             |       |
| William Hobbs      | Hombre de espada                                       |       |
| W. Morgan Sheppard | Maestro de esgrima                                     |       |
| Liz Smith          | Adivina                                                |       |
| Hugh Fraser        | Oficial                                                |       |
| Michael Irving     | Oficial                                                |       |
| Tony Matthews      | Ayuda de campo de Treillard                            |       |
| Pete Postlethwaite | Metódico de Treillard                                  |       |
| Stacy Keach        | Narrador                                               | Voz   |

## Recepción de la crítica
La película ha sido comparada a Barry Lyndon, de Stanley Kubrick. En ambas películas, los duelos tienen un papel esencial. En su comentario para el DVD del lanzamiento de su película, Scott dijo que estaba tratando de emular el cine exuberante de la película de Kubrick, que se acercó a la pintura naturalista de la época representada. La película es elogiada por la ambientación, la precisión histórica, la exactitud en la representación de los uniformes napoleónicos y de la conducta militar, así como los conocimientos precisos de la esgrima del siglo XIX, y por las técnicas de lucha recreadas por el coreógrafo William Hobbs. El asesor militar era el muy conocido historiador militar Richard Holmes. Los lugares principales que se utilizaron para el rodaje de la película estaban ubicados alrededor de Sarlat-la-Canéda, en la región francesa de la Dordoña.